# 畸臉鮨麗魚
畸臉鮨麗魚，為輻鰭魚綱鱸形目隆頭魚亞目慈鯛科的其中一種，分布於非洲坦尚尼亞Malagarazi河流域，體長可達35公分，棲息在水流緩慢、植被生長的水域，生活習性不明。

## 擴展閱讀
維基物種上的相關：畸臉鮨麗魚